# Lijst van windmolens in Noord-Brabant
Hier volgt een lijst van windmolens in Noord-Brabant. In Noord-Brabant staan ca. 117 complete windmolens.
| Naam                               | Plaats              | Gemeente                      | Provincie     | Type molen            | Functie                          | Maalvaardigheid           | Bezoekmogelijkheid                                                                    | Foto |
| ---------------------------------- | ------------------- | ----------------------------- | ------------- | --------------------- | -------------------------------- | ------------------------- | ------------------------------------------------------------------------------------- | ---- |
| Aalstermolen                       | Aalst               | Waalre                        | Noord-Brabant | beltmolen             | korenmolen                       | niet draaivaardig         | geen                                                                                  |      |
| Aan de Pegstukken                  | Schijndel           | Meierijstad                   | Noord-Brabant | beltmolen             | korenmolen                       | maalvaardig               | za 9-12 uur                                                                           |      |
| Aarsensmolen / De Dageraad         | Zeeland             | Landerd                       | Noord-Brabant | beltmolen             | korenmolen                       | maalvaardig               | zo 10-17 uur en op afspraak                                                           |      |
| De Adriaan                         | Veldhoven           | Veldhoven                     | Noord-Brabant | beltmolen             | korenmolen                       | maalvaardig               | op afspraak                                                                           |      |
| Molen van Aerden                   | Nispen              | Roosendaal                    | Noord-Brabant | beltmolen             | korenmolen                       | maalvaardig               | Op Nationale Molendag en op Open Monumentendag                                        |      |
| De Akkermolen                      | Zundert             | Zundert                       | Noord-Brabant | standerdmolen         | korenmolen                       | maalvaardig               | 1e za van de maand 13-16 uur en op afspraak                                           |      |
| Annemie                            | Acht                | Eindhoven                     | Noord-Brabant | beltmolen             | korenmolen                       | draaivaardig              | niet te bezichtigen                                                                   |      |
| De Arend                           | Terheijden          | Drimmelen                     | Noord-Brabant | stellingmolen         | korenmolen                       | maalvaardig               | tijdens openingsuren van de molenwinkel                                               |      |
| De Arend                           | Wouw                | Roosendaal                    | Noord-Brabant | beltmolen             | korenmolen                       | maalvaardig               | Di en za 10-16 uur                                                                    |      |
| Assumburg                          | Nieuw-Vossemeer     | Steenbergen                   | Noord-Brabant | stellingmolen         | korenmolen                       | draaivaardig              | op afspraak                                                                           |      |
| Standerdmolen Bergeijk             | Bergeijk            | Bergeijk                      | Noord-Brabant | standerdmolen         | korenmolen                       | maalvaardig               | za 10-16 uur                                                                          |      |
| Bergzicht                          | Gassel              | Grave                         | Noord-Brabant | beltmolen             | korenmolen                       | maalvaardig               | do 10-15 uur                                                                          |      |
| De Bijenkorf                       | Gemert              | Gemert-Bakel                  | Noord-Brabant | stellingmolen         | korenmolen                       | maalvaardig               | za 13-16 uur                                                                          |      |
| Bisschopsmolen                     | Etten-Leur          | Etten-Leur                    | Noord-Brabant | stellingmolen         | korenmolen                       | maalvaardig               | vrijdag- of zaterdagmiddag om de week                                                 |      |
| Standerdmolen Boekel               | Boekel              | Boekel                        | Noord-Brabant | standerdmolen         | korenmolen                       | maalvaardig (draaiverbod) | op afspraak                                                                           |      |
| Catharina                          | Schijndel           | Meierijstad                   | Noord-Brabant | beltmolen             | korenmolen                       | maalvaardig               | Als de molen draait en op afspraak                                                    |      |
| Coppensmolen                       | Zeeland             | Landerd                       | Noord-Brabant | beltmolen             | korenmolen                       | maalvaardig               | za 9-12 uur                                                                           |      |
| De Couwenberg                      | Kaatsheuvel         | Loon op Zand                  | Noord-Brabant | beltmolen             | korenmolen                       | maalvaardig               | do 13-16.30 en op afspraak                                                            |      |
| De Deen                            | Luyksgestel         | Bergeijk                      | Noord-Brabant | beltmolen             | korenmolen                       | maalvaardig               | 1e en 3e za vd maand 11-16 uur                                                        |      |
| Désiré                             | Megen               | Oss                           | Noord-Brabant | stellingmolen         | korenmolen, schorsmolen          | maalvaardig               | za 14-17 uur                                                                          |      |
| De Doornboom                       | Hilvarenbeek        | Hilvarenbeek                  | Noord-Brabant | beltmolen             | korenmolen, schorsmolen          | maalvaardig               | za 10-17 en op afspraak                                                               |      |
| Dye Sprancke                       | Sprang-Capelle      | Waalwijk                      | Noord-Brabant | standerdmolen         | korenmolen                       | maalvaardig               | za 13-17 uur en op afspraak                                                           |      |
| De Eendragt                        | Kaatsheuvel         | Loon op Zand                  | Noord-Brabant | stellingmolen         | korenmolen                       | niet draaivaardig         | geen                                                                                  |      |
| Elderse Molen / De Ellenaar        | Mierlo              | Geldrop-Mierlo                | Noord-Brabant | beltmolen             | korenmolen                       | onttakeld                 | geen                                                                                  |      |
| Emmamolen                          | Nieuwkuijk          | Heusden                       | Noord-Brabant | stellingmolen         | korenmolen                       | maalvaardig               | di-zo 10-18 uur                                                                       |      |
| Den Evert                          | Someren             | Someren                       | Noord-Brabant | standerdmolen         | korenmolen                       | maalvaardig               | wo en za 12-17 uur                                                                    |      |
| Fleur                              | Zevenbergen         | Moerdijk                      | Noord-Brabant | stellingmolen         | korenmolen                       | draaivaardig              | Jaarlijks op de Westbrabantse Molendag                                                |      |
| De Genenberg                       | Sint-Michielsgestel | Sint-Michielsgestel           | Noord-Brabant | beltmolen             | korenmolen                       | draaivaardig              | geen                                                                                  |      |
| De Grenswachter                    | Luyksgestel         | Bergeijk                      | Noord-Brabant | beltmolen             | korenmolen                       | maalvaardig               | wo, za 12-16 uur                                                                      |      |
| De Hamse Molen / De Ster           | Wanroij             | Sint Anthonis                 | Noord-Brabant | standerdmolen         | korenmolen                       | maalvaardig               | za 13-16 en op afspraak                                                               |      |
| Korenmolen Hapert                  | Hapert              | Bladel                        | Noord-Brabant | grondzeiler           | korenmolen                       | maalvaardig               | 1e en 3e za van de maand, 10-16 uur en op afspraak                                    |      |
| Heimolen                           | Leende              | Heeze-Leende                  | Noord-Brabant | standerdmolen         | korenmolen                       | maalvaardig               | ...                                                                                   |      |
| De Heimolen                        | Rucphen             | Rucphen                       | Noord-Brabant | beltmolen             | korenmolen                       | maalvaardig               | do 10-16 uur                                                                          |      |
| De Heimolen                        | Sint Hubert         | Mill en Sint Hubert           | Noord-Brabant | beltmolen             | korenmolen                       | maalvaardig               | za 13-16.30 uur en op afspraak                                                        |      |
| De Hellemolen                      | Reek                | Landerd                       | Noord-Brabant | beltmolen             | korenmolen                       | in restauratie            | geen                                                                                  |      |
| Hertogin van Brabant               | Drunen              | Heusden                       | Noord-Brabant | beltmolen             | korenmolen                       | maalvaardig               | niet te bezichtigen. Winkel vr en za 8-17 uur                                         |      |
| Holten's Molen                     | Deurne              | Deurne                        | Noord-Brabant | beltmolen             | korenmolen, zaagmolen, oliemolen | maalvaardig               | ma 20-22 uur, za 10-13 uur & de 1e en 3e zo vd maand 13-16 uur en als de molen draait |      |
| De Hoop                            | Bavel               | Breda                         | Noord-Brabant | beltmolen             | korenmolen                       | maalvaardig               | zaterdag 10-16 uur en op afspraak                                                     |      |
| De Hoop                            | Den Hout            | Oosterhout                    | Noord-Brabant | beltmolen             | korenmolen                       | maalvaardig               | in de regel op zondag en op afspraak                                                  |      |
| De Hoop                            | Roosendaal          | Roosendaal                    | Noord-Brabant | standerdmolen         | korenmolen                       | maalvaardig               | zo 14-17 uur en op afspraak                                                           |      |
| De Hoop                            | Sprundel            | Rucphen                       | Noord-Brabant | beltmolen             | korenmolen                       | maalvaardig               | di 10-15 uur en op afspraak                                                           |      |
| De Hoop                            | Veen                | Altena                        | Noord-Brabant | stellingmolen         | korenmolen                       | maalvaardig               | als de molen draait en op afspraak                                                    |      |
| Hoop Doet Leven                    | Made                | Drimmelen                     | Noord-Brabant | beltmolen             | korenmolen                       | maalvaardig               | op afspraak                                                                           |      |
| Jacobus                            | Vessem              | Eersel                        | Noord-Brabant | beltmolen             | korenmolen                       | maalvaardig               | za 11-16 uur                                                                          |      |
| Jan van Cuijk                      | Sint Agatha         | Cuijk                         | Noord-Brabant | beltmolen             | korenmolen                       | maalvaardig               | za 9.30-13 uur                                                                        |      |
| Janzona                            | Budel               | Cranendonck                   | Noord-Brabant | beltmolen             | korenmolen                       | maalvaardig               | op afspraak                                                                           |      |
| Molen van Jetten                   | Uden                | Uden                          | Noord-Brabant | standerdmolen         | korenmolen                       | maalvaardig               | donderdagavond, zondag en als de molen draait                                         |      |
| Johanna                            | Huijbergen          | Woensdrecht                   | Noord-Brabant | beltmolen             | korenmolen                       | maalvaardig               | zondagmiddag                                                                          |      |
| Johanna-Elisabeth                  | Vlierden            | Deurne                        | Noord-Brabant | beltmolen             | korenmolen                       | maalvaardig               | wo 10-16 uur, za 13-16 uur en op afspraak                                             |      |
| Kerkhovense Molen / Onvermoeid     | Oisterwijk          | Oisterwijk                    | Noord-Brabant | stellingmolen         | korenmolen                       | maalvaardig               | ma-za                                                                                 |      |
| Kilsdonkse Molen                   | Heeswijk-Dinther    | Bernheze                      | Noord-Brabant | stellingmolen         | korenmolen                       | maalvaardig               | 1 mei tot 31 okt: di t/m zo 10-17 uur; 1 nov t/m 31 maa: za en zo 10-17 uur           |      |
| Koningin Wilhelmina                | Dongen              | Dongen                        | Noord-Brabant | stellingmolen         | korenmolen                       | maalvaardig               | za 10-16 uur en op afspraak                                                           |      |
| De Korenaar                        | Oirschot            | Oirschot                      | Noord-Brabant | stellingmolen         | korenmolen                       | maalvaardig               | do, za 8-17 uur en op afspraak                                                        |      |
| De Korenbloem                      | Mill                | Mill en Sint Hubert           | Noord-Brabant | beltmolen             | korenmolen                       | maalvaardig               | di en za 13-17 uur en vr 19-21 uur.                                                   |      |
| De Korenbloem                      | Oploo               | Sint Anthonis                 | Noord-Brabant | standerdmolen         | korenmolen                       | maalvaardig               | za 9-12 uur                                                                           |      |
| De Korenbloem                      | Ulvenhout           | Breda                         | Noord-Brabant | beltmolen             | korenmolen                       | maalvaardig               | za 9-16 uur                                                                           |      |
| Molen van Linden / De Lange Linden | Katwijk             | Cuijk                         | Noord-Brabant | stellingmolen         | korenmolen                       | maalvaardig               | do 13.30-17 uur in de even weken en op afspraak                                       |      |
| Laurentia                          | Milheeze            | Gemert-Bakel                  | Noord-Brabant | beltmolen             | korenmolen                       | maalvaardig               | di, za 10-16 uur en op afspraak                                                       |      |
| De Leest                           | Lieshout            | Laarbeek                      | Noord-Brabant | beltmolen             | korenmolen                       | maalvaardig               | op afspraak                                                                           |      |
| De Lelie                           | Leur                | Etten-Leur                    | Noord-Brabant | stellingmolen         | korenmolen                       | maalvaardig               | wo en za 12-16 uur en op afspraak                                                     |      |
| Luctor et Emergo                   | Rijkevoort          | Boxmeer                       | Noord-Brabant | stellingmolen         | korenmolen                       | maalvaardig               | in de regel op zaterdagmiddag                                                         |      |
| Maria-Antoinette                   | Deurne              | Deurne                        | Noord-Brabant | beltmolen             | korenmolen                       | maalvaardig               | wo 13-17 uur en za 10-17 uur                                                          |      |
| Mariamolen                         | Haps                | Cuijk                         | Noord-Brabant | beltmolen             | korenmolen                       | maalvaardig               | za 15-18.30 uur en op afspraak                                                        |      |
| Martinus                           | Beugen              | Boxmeer                       | Noord-Brabant | beltmolen             | korenmolen                       | maalvaardig               | za 14-17 uur en op afspraak                                                           |      |
| Standerdmolen Mierlo               | Mierlo              | Geldrop-Mierlo                | Noord-Brabant | standerdmolen         | korenmolen                       | maalvaardig               | za 11-15 uur en op afspraak                                                           |      |
| Standerdmolen Moergestel           | Moergestel          | Oisterwijk                    | Noord-Brabant | standerdmolen         | korenmolen                       | maalvaardig               | op afspraak                                                                           |      |
| Molen I                            | Heusden             | Heusden                       | Noord-Brabant | standerdmolen         | korenmolen                       | maalvaardig               | als de molen draait, in de regel in het weekend                                       |      |
| Molen II                           | Heusden             | Heusden                       | Noord-Brabant | standerdmolen         | korenmolen                       | maalvaardig               | als de molen draait, in de regel zaterdag                                             |      |
| Molen III                          | Heusden             | Heusden                       | Noord-Brabant | standerdmolen         | korenmolen                       | maalvaardig               | als de molen draait, in de regel op woensdagavond                                     |      |
| De Neije Kreiter                   | Volkel              | Uden                          | Noord-Brabant | standerdmolen         | korenmolen                       | maalvaardig               | za 9-14 uur                                                                           |      |
| Nieuw Leven                        | Oss                 | Oss                           | Noord-Brabant | stellingmolen         | korenmolen                       | maalvaardig               | za 9-12.30 uur en op afspraak                                                         |      |
| De Nijverheid v/h De Raaf          | Ravenstein          | Oss                           | Noord-Brabant | stellingmolen         | korenmolen                       | maalvaardig               | za 12-17 uur en op afspraak                                                           |      |
| Nooit Gedacht                      | Budel               | Cranendonck                   | Noord-Brabant | stellingmolen         | korenmolen                       | maalvaardig               | op afspraak                                                                           |      |
| Nooit Gedagt                       | Woudrichem          | Altena                        | Noord-Brabant | stellingmolen         | korenmolen                       | maalvaardig               | za 10-17 uur, do, vr en zo 13-17 uur; molen: za 10-17 uur en zo 13-17 uur             |      |
| Noordeveldse Molen / Nieuwe Molen  | Dussen              | Altena                        | Noord-Brabant | wipmolen              | poldermolen                      | maalvaardig               | zaterdagmiddag en op afspraak                                                         |      |
| 't Nupke                           | Geldrop             | Geldrop-Mierlo                | Noord-Brabant | beltmolen             | korenmolen                       | maalvaardig               | za 10-16 uur, en op afspraak                                                          |      |
| De Onderneming                     | Schaijk             | Landerd                       | Noord-Brabant | beltmolen             | korenmolen                       | niet draaivaardig         | geen                                                                                  |      |
| De Onvermoeide                     | Raamsdonksveer      | Geertruidenberg               | Noord-Brabant | stellingmolen         | korenmolen, schorsmolen          | maalvaardig               | als de molen draait en op afspraak                                                    |      |
| De Oostenwind                      | Asten               | Asten                         | Noord-Brabant | standerdmolen         | korenmolen                       | maalvaardig               | za 13.30-17.30 uur en op afspraak                                                     |      |
| d'Orangemolen                      | Willemstad          | Moerdijk                      | Noord-Brabant | stellingmolen         | korenmolen                       | draaivaardig              | op afspraak                                                                           |      |
| Oude Doornse molen                 | Almkerk             | Altena                        | Noord-Brabant | grondzeiler           | poldermolen                      | maalvaardig               | op afspraak                                                                           |      |
| De Oude Molen                      | Oudemolen           | Moerdijk                      | Noord-Brabant | stellingmolen         | korenmolen                       | maalvaardig               | wo, za 9-17 uur en op afspraak                                                        |      |
| De Pelikaan                        | Den Dungen          | Sint-Michielsgestel           | Noord-Brabant | beltmolen             | korenmolen                       | maalvaardig               | op afspraak                                                                           |      |
| De Roosdonck                       | Nuenen              | Nuenen, Gerwen en Nederwetten | Noord-Brabant | beltmolen             | korenmolen                       | maalvaardig               | za 10-15 uur en op afspraak                                                           |      |
| Standerdmolen Rosmalen             | Rosmalen            | 's-Hertogenbosch              | Noord-Brabant | standerdmolen         | korenmolen                       | maalvaardig               | zaterdag 10-12 uur                                                                    |      |
| Sancto Antonio / Sint-Antonius     | Halsteren           | Bergen op Zoom                | Noord-Brabant | beltmolen             | korenmolen                       | maalvaardig               | tijdens de openingstijden van de winkel                                               |      |
| Schrikmolen                        | Genderen            | Altena                        | Noord-Brabant | Amerikaanse windmotor | poldermolen                      | maalvaardig               | op afspraak                                                                           |      |
| Sint-Antoniusmolen                 | Eerde               | Meierijstad                   | Noord-Brabant | beltmolen             | korenmolen                       | maalvaardig               | do 19-21.30 uur en zo 10-16 uur                                                       |      |
| Sint-Antonius Abt                  | Borkel en Schaft    | Valkenswaard                  | Noord-Brabant | beltmolen             | korenmolen                       | maalvaardig               | wo en za 11-16 uur                                                                    |      |
| Sint Jan                           | Veldhoven           | Veldhoven                     | Noord-Brabant | stellingmolen         | korenmolen                       | maalvaardig               | za 10-16 uur, maandagavond koopavond en als de molen draait en op afspraak            |      |
| Sint Victor                        | Heeze               | Heeze-Leende                  | Noord-Brabant | beltmolen             | korenmolen                       | maalvaardig               | za 10-16 uur                                                                          |      |
| Sint Victor                        | Oventje             | Landerd                       | Noord-Brabant | stellingmolen         | korenmolen                       | maalvaardig               | op afspraak                                                                           |      |
| Sint Willibrordus                  | Bakel               | Gemert-Bakel                  | Noord-Brabant | standerdmolen         | korenmolen                       | maalvaardig               | zo 10.30-12.30 uur                                                                    |      |
| Stella Polaris (molen)             | Dieden              | Oss                           | Noord-Brabant | stellingmolen         | korenmolen                       | draaivaardig              | geen                                                                                  |      |
| Tjasker Den Hout                   | Den Hout            | Oosterhout                    | Noord-Brabant | tjasker               | poldermolentje                   | niet maalvaardig          | op enkele meters te benaderen                                                         |      |
| De Toekomst                        | Hoeven              | Halderberge                   | Noord-Brabant | beltmolen             | korenmolen                       | maalvaardig               | in de regel op zaterdagmorgen om de week.                                             |      |
| De Twee Gebroeders                 | Roosendaal          | Roosendaal                    | Noord-Brabant | stellingmolen         | korenmolen                       | maalvaardig               | za 13.30-17 uur en op afspraak                                                        |      |
| De Twee Gebroeders                 | Wijk en Aalburg     | Altena                        | Noord-Brabant | stellingmolen         | korenmolen                       | maalvaardig               | als de molen draait en op afspraak                                                    |      |
| De Twee Vrienden                   | Bergen op Zoom      | Bergen op Zoom                | Noord-Brabant | beltmolen             | korenmolen                       | maalvaardig               | za 14-17 uur en op afspraak                                                           |      |
| Uitwijkse Molen                    | Sleeuwijk           | Altena                        | Noord-Brabant | wipmolen              | poldermolen                      | maalvaardig               | als de molen draait en op afspraak                                                    |      |
| Vervoorne Molen                    | Werkendam           | Altena                        | Noord-Brabant | grondzeiler           | poldermolen                      | maalvaardig               | als de molen draait en op afspraak                                                    |      |
| De Victor                          | Someren             | Someren                       | Noord-Brabant | beltmolen             | korenmolen                       | maalvaardig               | za 13-17 uur en op afspraak                                                           |      |
| De Visscher                        | Goirle              | Goirle                        | Noord-Brabant | beltmolen             | korenmolen                       | maalvaardig               | za 9.30-12.30 uur en op afspraak                                                      |      |
| De Vlijt                           | Geffen              | Oss                           | Noord-Brabant | standerdmolen         | korenmolen                       | maalvaardig               | wo 13-16 uur en zo 10-12 uur                                                          |      |
| Vogelenzang / Bettmolen            | Lieshout            | Laarbeek                      | Noord-Brabant | beltmolen             | korenmolen                       | maalvaardig               | za 10-16 uur en op afspraak                                                           |      |
| De Volharding                      | Best                | Best                          | Noord-Brabant | stellingmolen         | korenmolen                       | maalvaardig               | za 10-16 uur en op afspraak                                                           |      |
| De Volksvriend                     | Gemert              | Gemert-Bakel                  | Noord-Brabant | beltmolen             | korenmolen                       | maalvaardig               | di 18.30-21 uur, za 10-16 uur en op afspraak                                          |      |
| De Volksvriend                     | Liessel             | Deurne                        | Noord-Brabant | beltmolen             | korenmolen                       | maalvaardig               | do, za 10-16 uur en op afspraak                                                       |      |
| De Vooruitgang                     | Oeffelt             | Boxmeer                       | Noord-Brabant | beltmolen             | korenmolen                       | maalvaardig               | za 9-12 uur en op afspraak                                                            |      |
| De Vos / Heense Molen              | Nieuw-Vossemeer     | Steenbergen                   | Noord-Brabant | grondzeiler           | korenmolen                       | maalvaardig               | op afspraak                                                                           |      |
| De Wilde                           | Goirle              | Goirle                        | Noord-Brabant | beltmolen             | korenmolen                       | maalvaardig               | za 9.30-12.30 uur en op afspraak                                                      |      |
| Windlust                           | Nistelrode          | Bernheze                      | Noord-Brabant | standerdmolen         | korenmolen                       | maalvaardig               | zondagmorgen en op afspraak                                                           |      |
| Windlust                           | Vorstenbosch        | Bernheze                      | Noord-Brabant | beltmolen             | korenmolen                       | maalvaardig               | vrijdag 10.30-15.00 uut                                                               |      |
| Windmotor Beers                    | Beers               | Cuijk                         | Noord-Brabant | Amerikaanse windmotor | poldermolen                      | niet-maalvaardig          | tot op enkele meters te benaderen                                                     |      |
| Windmotor Nistelrode               | Nistelrode          | Bernheze                      | Noord-Brabant | Amerikaanse windmotor | poldermolen                      | niet-maalvaardig          | tot op enkele meters te benaderen                                                     |      |
| De Witte Molen                     | Meeuwen             | Altena                        | Noord-Brabant | grondzeiler           | korenmolen                       | maalvaardig               | za 13-17 uur en op afspraak                                                           |      |
| Zandwijkse Molen                   | Uppel               | Altena                        | Noord-Brabant | wipmolen              | poldermolen                      | maalvaardig               | als de molen draait en op afspraak                                                    |      |
| Zeldenrust                         | Budel               | Cranendonck                   | Noord-Brabant | beltmolen             | korenmolen                       | maalvaardig               | niet te bezichtigen                                                                   |      |
| Zeldenrust                         | Geffen              | Oss                           | Noord-Brabant | standerdmolen         | korenmolen                       | maalvaardig               | za 9.30-12 uur en op afspraak                                                         |      |
| Zeldenrust                         | Hooge Zwaluwe       | Drimmelen                     | Noord-Brabant | stellingmolen         | korenmolen                       | maalvaardig               | 2e zaterdag van de maand                                                              |      |
| Zeldenrust                         | Lith                | Oss                           | Noord-Brabant | beltmolen             | korenmolen                       | maalvaardig               | zaterdag van de even weken, 10-12 uur                                                 |      |
| Zeldenrust / De Zwaluw             | Oss                 | Oss                           | Noord-Brabant | stellingmolen         | korenmolen                       | maalvaardig               | za 9-12.30 uur en op afspraak                                                         |      |
| Zilster molen                      | Zeelst              | Veldhoven                     | Noord-Brabant | beltmolen             | korenmolen                       | maalvaardig               | als de molen draait en op afspraak                                                    |      |
| Zuidhollandse Molen                | Hank                | Altena                        | Noord-Brabant | grondzeiler           | poldermolen                      | maalvaardig               | op afspraak                                                                           |      |
| Zwartenbergse Molen                | Leur                | Etten-Leur                    | Noord-Brabant | grondzeiler           | poldermolen                      | maalvaardig               | zaterdag 9-14 uur en op afspraak                                                      |      |

molen De Zwaan Vinkel 